# Полюстрово (станция)
Полю́строво (до 1914 года Рублёвики) — товарная железнодорожная станция на Финляндской соединительной линии в Санкт-Петербурге, Россия.

## История
Станция Рублёвики была построена в 1908—1913 годах в рамках строительства Финляндской соединительной линии. В том же 1913 году возле станции Рублёвики была построена станция Охта, от которой через Полюстрово и далее на север через Кексгольм было начато строительство линии к берегу Ботнического залива. Открыта станция была в 1914 году, тогда же она была переименована в Полюстрово в честь территории, на которой станция находилась.
На момент открытия на станции имелись два поездных телеграфа, два устройства электрожезловой системы для регулирования движения на перегонах в сторону Дачи Долгорукова и Пискарёвки и два телефонных аппарата. При станции была построена полуказарма для рабочих, два кирпичных двухэтажных дома, сарай для хранения инструмента, неотапливаемый туалет и кубовая. Станция имела 5 путей: главный, пассажирский, разъездной, обгонный, товарный и вытяжной; пассажирский имел платформу, расположенную возле домов, возле товарного была сооружена временная деревянная платформа для нужд Военного ведомства, имевшего неподалёку пороховой завод. При этом все сооружения станции были сделаны с расчётом на её скорое расширение.
С июля 1917 года было открыто движение из Санкт-Петербурга на Рауту, и первоначально оно осуществлялось через станцию Полюстрово. Поезда прибывали с разъезда Пискарёвка, меняли голову и уходили в сторону разъезда Ручьи. Связано это было в том числе с первоначальными планами сооружения вокзала для этой линии на Охте, южнее Полюстрово. Соединительная ветвь между Пискарёвкой и Ручьями была начата в августе 1920 года и сдана в постоянную эксплуатацию только осенью 1921 года.
В 1930-х годах станцию Полюстрово рассматривали как один из вариантов для строительства крупной сортировочной станции для правобережной части Ленинградского железнодорожного узла. Предполагалось построить на станции большие приёмо-отправочный, приёмо-передаточный и сортировочный парки с прокладкой линии от Полюстрово на Мурманский ход железной дороги. По различным причинам реализация проекта так и не была начата — до 1960-х годов станцию Полюстрово продолжали рассматривать как вероятное место расположения такой сортировочной станции, но в итоге её строительство было начато на месте разъезда Ручьи.
На 1981 год на станции выполнялись только приём и выдача грузов на подъездных путях.
В 2010-х — 2020-х годах через станцию был запланирован запуск городской электрички, проводились даже тестовые обкатки составов. Несмотря на это до реального введения маршрута пока далеко — станция Полюстрово на 2024 год сильно загружена и требует строительства железнодорожного обхода Санкт-Петербурга.

## Описание

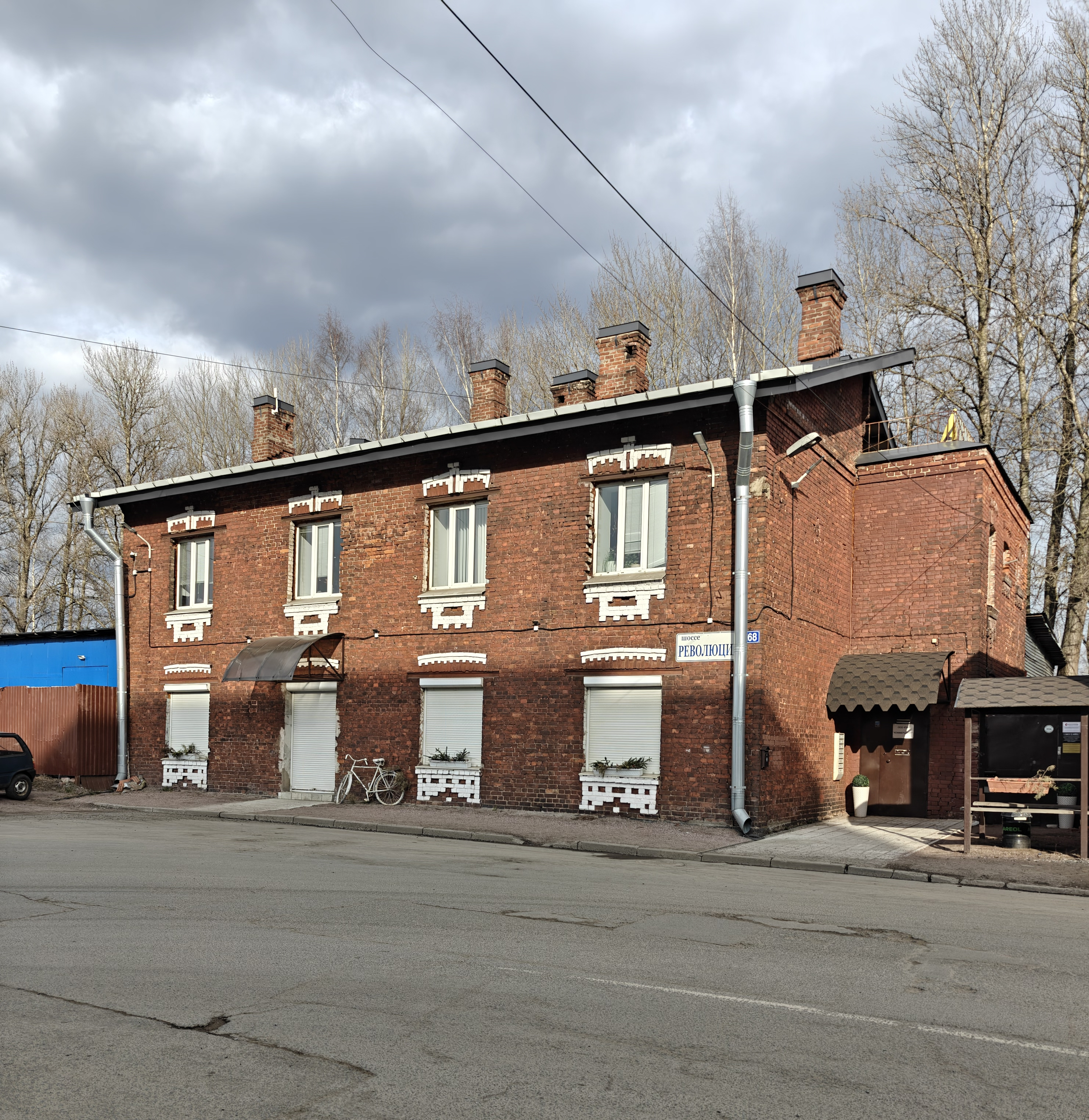
Сохранившееся здание станции, 2025 год

Станция Полюстрово расположена в муниципальном округе Полюстрово Красногвардейского района Санкт-Петербурга и находится на Финляндской соединительной линии Санкт-Петербургского железнодорожного узла Октябрьской железной дороги. Станция расположена на высокой насыпи и имеет 6 путей.